# Округ Братислава IV
Округ Братислава IV (слч. Okres Bratislava IV) округ је у Братиславском крају, у Словачкој Републици. Административно средиште округа је град Братислава.

## Географија
Налази се у западном дијелу Братиславског краја.
Граничи:
- на сјеверу је Округ Малацки,
- источно Округ Братислава I и Округ Братислава III,
- западно и јужно Аустрија.

Клима је умјерено континентална.

## Становништво
| Година:    | 1994.  | 2004.   | 2014.   | 2024.    |
| ---------- | ------ | ------- | ------- | -------- |
| Број људи: | 94 550 | 92 926  | 94 554  | 105 137  |
| Разлика:   |        | -1,71 % | +1,75 % | +11,19 % |

| Година:    | 2023.   | 2024.   |
| ---------- | ------- | ------- |
| Број људи: | 105 043 | 105 137 |
| Разлика:   |         | +0,08 % |

Према подацима о броју становника из 2011. године округ је имао 92.651 становника. Словаци чине 92,24% становништва.
| Етнички састав (2011)‍ | Етнички састав (2011)‍ | Етнички састав (2011)‍ | Етнички састав (2011)‍ | Етнички састав (2011)‍ |
| --------------------- | --------------------- | --------------------- | --------------------- | --------------------- |
|                       |                       |                       |                       |                       |
| Словаци               | Словаци               |                       | 0                     | 92,24%                |
| Мађари                | Мађари                |                       | 0                     | 2,34%                 |
| Чеси                  | Чеси                  |                       | 0                     | 1,43%                 |
| остали, непознато     | остали, непознато     |                       | 0                     | 3,99%                 |

## Насеља
У округу се налази шест градских насеља.